# Soulseek
Soulseek és una xarxa i una aplicació per a compartir fitxers peer-to-peer (P2P), que s'usa principalment per a intercanviar música.
L'actual xarxa Soulseek és la segona que ha estat en funcionament, la mateixa gestió gestiona totes dues. La xarxa més antiga, usada fins a la versió 156 del client, es va tancar després d'una inactivitat significativa d'usuaris. La versió 157 del client va ser l'última només per a Microsoft Windows, i el treball s'hi va aturar el 2008. El seu substitut, SoulseekQt, està disponible per a Windows, macOS i Linux. SoulseekQt té una funcionalitat lleugerament diferent en comparació amb la interfície de client 157.

## Característiques clau

### Contingut
Com a programa per compartir fitxers peer to peer (P2P), el contingut accessible el determinen els usuaris del client Soulseek i quins fitxers decideixen compartir. Històricament, la xarxa ha tingut una barreja diversa de música, incloent-hi artistes underground i independents, música inèdita, com ara demos i remescles, bootlegs, gravacions en directe i sets de DJ en directe, però també es poden trobar llançaments de segells principals i independents.

### Servidor central
Soulseek depèn d'un parell de servidors centrals. Un servidor admet el client original i la versió de xarxa 156, i l'altre admet la xarxa més nova (funcionant amb els clients 157 i Qt). Tot i que aquests servidors centrals són clau per coordinar les cerques i allotjar sales de xat, en realitat no juguen cap paper en la transferència de fitxers entre usuaris, que té lloc directament entre els usuaris interessats, ja que les descàrregues es realitzen en font única.

### Cerca de fitxers
Els usuaris poden cercar fitxers, i els resultats retornats són una llista de fitxers els noms dels quals coincideixen amb el terme de cerca utilitzat. Les cerques poden ser explícites o poden fer servir comodins/patrons o termes que s'exclouen. Per exemple, la cerca de blue suede -shoes retornarà una llista de fitxers els noms dels quals contenen les cordes blue i suede, però els fitxers que continguin les shoes en els seus noms quedaran exclosos.
Una característica específica del motor de cerca Soulseek és la inclusió dels noms de carpetes i les rutes dels fitxers a la llista de cerca. Això permet als usuaris cercar pel nom de la carpeta. Per exemple, escrivint experimental retornarà tots els fitxers continguts en carpetes amb aquest nom, proporcionant un accés ràpid a bandes i àlbums d'un gènere musical determinat.
La llista de resultats de la cerca mostra detalls, com ara el nom complet i la ruta del fitxer, la seva mida, l'usuari que allotja el fitxer, juntament amb la taxa de transferència mitjana d'aquests usuaris i detalls breus sobre la pista codificada, com ara velocitat de bits, longitud, etc. La llista de cerca resultant es pot ordenar de diverses maneres i es poden triar fitxers (o carpetes) individuals per descarregar-los.
Els algorismes de cerca del protocol Soulseek no es publiquen, ja que aquests algorismes s'executen al servidor.

### Descàrregues d'una sola font (un a un)
Soulseek no admet la descàrrega de fonts múltiples o el "pull" com altres clients posteriors a Napster, i ha d'aconseguir un fitxer sol·licitat d'una única font. Per contra, la disseminació permet que un fitxer sol·licitat s'obtingui d'un nombre d'usuaris que tenen aquest fitxer, de manera que es poden descarregar peces del fitxer simultàniament des d'una sèrie de fonts, cosa que normalment ofereix un rendiment millorat.

### Prohibició
Tots els clients de Soulseek contenen una funció de prohibició per la qual els usuaris seleccionats no poden sol·licitar fitxers. Això es fa en resposta als usuaris que podrien estar no compartint fitxers, és a dir, agafant fitxers d'altres persones sense compartir-los ells mateixos, o que podrien estar causant una molèstia per altres motius, com ara una discussió personal a través de les instal·lacions de xat o simplement sobresaturant l'amplada de banda descarregant excessius fitxers, o simplement per caprici de l'usuari que en prohibeix la descàrrega dels seus fitxers. La prohibició pot ser un tema polèmic i va ser objecte de molta discussió als fòrums d'usuaris, especialment als primers dies. Els usuaris amb privilegis de descàrrega a més, poden bloquejats.

### Descàrregues d'àlbums
Si bé Soulseek, com altres clients P2P, permet a un usuari descarregar fitxers individuals d'un altre seleccionant-ne cadascun d'una llista de resultats de cerca, també permet la descàrrega de tot el que conté una carpeta simplificant la descàrrega d'àlbums sencers. Per exemple, un usuari que vulgui facilitar la distribució d'un àlbum sencer pot col·locar totes les pistes relacionades amb l'àlbum juntes en una carpeta de l'ordinador amfitrió, i tot el contingut d'aquesta carpeta (és a dir, tots els fitxers de pistes de l'àlbum) es poden descarregar automàticament un darrere l'altre mitjançant aquesta ordre.

### Supervisió de la transferència de fitxers
El client Soulseek inclou dues finestres de control de la transferència de fitxers on es pot supervisar i controlar el progrés dels fitxers que s'estan carregant i descarregant.

### Perfils d'usuari
Els usuaris poden completar un perfil que contingui informació bàsica de text lliure (per exemple, informació bàsica sobre ells mateixos o les seves "regles de transferència de fitxers") juntament amb una llista de coses que els agraden, una llista de coses que no els agraden i, opcionalment, un fitxer d'imatge. Aquests elements poden ser visualitzats per altres usuaris quan seleccioneu el nom d'usuari d'una llista de membres d'una sala de xat o una llista de fitxers retornats per una cerca.
La llista d'elements que li agraden a un usuari també es pot utilitzar per obtenir classificacions globals d'aquest article a la comunitat Soulseek o per obtenir recomanacions d'altres usuaris que tinguin els mateixos articles a la seva llista de coses que els agraden.

### Llistes de desitjos
Els clients Soulseek 156, 157 i Qt proporcionen una funció de "llista de desitjos" que funciona com una cerca emmagatzemada. Els termes de cerca s'introdueixen com a entrades en una llista de desitjos i cada entrada de la llista de desitjos s'executa periòdicament com a cerca automàticament pel programari del client, retornant els resultats segons correspongui.

### Privilegis
Tot i que el programari Soulseek és gratuït, existeix un esquema de donació per donar suport a l'esforç de programació i el cost del manteniment dels servidors. A canvi de les donacions, els usuaris tenen el privilegi de poder passar per davant dels usuaris que no donen en una cua quan baixen fitxers (però només si els fitxers no es comparteixen a través d'una xarxa d'àrea local).

## Fòrums de suport i blog
Com molts altres títols de programari, Soulseek té un conjunt de fòrums on els usuaris poden buscar ajuda sobre diversos temes, com ara aspectes tècnics de l'ús del programari. Els fòrums separats ara admeten els clients 156 i 157, i Qt. El primer blog es va crear a la darrera part del 2003.

## Finançament
Soulseek es finança íntegrament amb donacions, sense publicitat ni comissions d'usuari. Nir Arbel escrigué, a partir de l'1 de juliol de 2008:
| « | (anglès) I would also like to take this opportunity to address some of the lies that have been spread about our lifestyle and the money we make off Soulseek. We live from hand to mouth. A few months ago we had to let go of sierracat, our system admin, despite his excellent work, because we could no longer afford his services. We are pretty heavily in debt. We are fighting a legal battle in France. We are not poor nor starving, but neither of us drives a fancy car, nor could we begin to afford one if we wanted to. I don't like discussing money issues, but I feel it necessary to defend ourselves from accusations that are, and have always been, patently untrue. With that, I would like to thank you all for using Soulseek and making it a significant, if not hugely popular or successful, experience. Thanks. | (català) També m'agradaria aprofitar aquesta oportunitat per abordar algunes de les mentides que s'han difós sobre el nostre estil de vida i els diners que guanyem amb Soulseek. Vivim de mà a boca. Fa uns mesos vam haver de deixar anar sierracat, el nostre administrador del sistema, malgrat la seva excel·lent feina, perquè ja no ens podíem permetre els seus serveis. Estem força endeutats. Estem lluitant en una batalla legal a França. No som pobres ni morim de fam, però cap de nosaltres conduïm un cotxe elegant, ni ens podríem permetre un si volguéssim. No m'agrada parlar de qüestions de diners, però crec que cal defensar-nos d'acusacions que són, i sempre han estat, evidentment falses. Amb això, m'agradaria donar-vos les gràcies a tots per utilitzar Soulseek i fer-lo una experiència significativa, si no molt popular o reeixida. Gràcies. | » |

## Problemes de copyright
L'any 2003 l'artista Sapphirecut va contactar amb Soulseek en un esforç per evitar que la música del grup fos compartida entre els usuaris; quan l'amfitrió del servidor de Soulseek, Verio, es va adonar de la situació, van deixar la xarxa i no va estar disponible durant setmanes.
Soulseek afirma estar en contra de la violació dels drets d'autor i que l'objectiu del seu servei és promocionar artistes independents. Aquesta és una cita de la seva pàgina principal:
| « | (anglès) Soulseek® does not endorse nor condone the sharing of copyrighted materials. You should only share and download files which you are legally allowed to, or have otherwise received permission to, share. | (català) Soulseek® no aprova ni aprova la compartició de materials amb drets d'autor. Només hauríeu de compartir i baixar fitxers que legalment tingueu permès compartir-los o que tingueu permís per compartir-los. | » |

Soulseek va ser portat a disposició judicial el 2008 per dos grups de la indústria musical francesa. Els grups van al·legar que Soulseek estava dissenyat per permetre l'accés no autoritzat a obres amb drets d'autor.

## Història
La base d'usuaris original de Soulseek al voltant de l'any 2000 estava composta majoritàriament per membres de la llista de correu IDM, i la majoria de la música que es va trobar per primera vegada a Soulseek era música electrònica underground o música creada pels mateixos usuaris. Amb l'ajuda dels usuaris de Soulseek, el desenvolupador Nir Arbel va llançar noves versions del client amb molta freqüència, en resposta a les sol·licituds dels usuaris de noves funcions o correccions d'errors.
No hi ha dades d'ús publicades conegudes. Soulseek va rebre un primer impuls el 2001 quan es va tancar Napster i després un segon impuls el 2002 quan es va tancar el lloc Audiogalaxy. Nir Arbel va declarar en una entrevista publicada el 26 de desembre de 2003 que hi havia, en aquell moment, més d'un milió de noms d'usuari registrats i que entre 80.000 i 100.000 usuaris inicien sessió durant les hores punta. L'augment d'usuaris de Soulseek després de l'aturada d'Audiogalaxy era clarament evident a partir d'una comparació abans i després de les poblacions de les sales de xat. Abans de l'aturada del seu competidor, les sales de xat més freqúentades de Soulseek tenien una mitjana de 50 persones. Després de l'aturada, la població d'aquestes sales de xat va augmentar a 100 o més.
Soulseek és més una comunitat que un simple client per compartir fitxers. A Soulseek, els usuaris poden connectar-se amb altres usuaris amb gustos musicals similars per compartir fitxers i xatejar. Els usuaris fins i tot tenen la possibilitat de crear les seves pròpies sales de xat i convidar altres usuaris amb gustos similars a parlar de la seva música preferida. Molts músics de l'escena electrònica són part d'aquesta comunitat de Soulseek. L'estiu de 2004, usuaris de Soulseek de tot el món es van reunir a Augsburg, Alemanya. Des d'aleshores, cada any, aquesta trobada encara té lloc en un festival d'art digital anomenat Lab30 (el 30 és el número del carrer Abraxas Theatre) a Augsburg, Alemanya, organitzat per l'usuari de Soulseek Manfred Genther i altres habitants d'Augsburg. Aquest festival se centra a mostrar músics digitals, artistes digitals i netlabels d'arreu del món. Molts artistes de Soulseek han actuat al festival, i un gran nombre d'ells hi han actuat en directe per primera vegada. Lab30 ha crescut de manera constant des del primer esdeveniment i continua sent un lloc de trobada per als músics i usuaris de Soulseek. Els assistents solen venir d'arreu d'Europa i dels Estats Units. Lab30 és un esdeveniment conegut a Augsburg i àmpliament recolzat i estimat per l'escena musical i artística d'Augsburg.

### Soulseek Records
Molts dels usuaris originals de Soulseek també són productors de música, i Soulseek Records (que no s'ha de confondre amb "SLSK Records") es va formar el 2002.

### Versions
El primer llançament va ser el 139, que va durar uns 12 mesos del 2002 al 2003. Després d'un canvi en els servidors, es va publicar una nova versió coincidint amb aquest esdeveniment. Tot i que la interfície principal s'ha mantingut en gran part sense canvis des dels seus inicis, a la versió 156 es van introduir funcions addicionals com el "ticker" de la sala de xat.
La versió 156 va aparèixer per primera vegada l'any 2005. Poc després es va crear una segona versió "de prova" del servidor, la versió 157, que es va convertir en el client principal el 2008.
Des del 6 de juliol de 2008, hi ha dues versions del client Soulseek, amb usuaris, grups d'usuaris i fitxers completament diferents. La versió anterior, v.156 s'estigué eliminant progressivament, però encara funcionava l'agost de 2011, encara que amb pocs usuaris. Els usuaris no estan obligats a actualitzar i els usuaris nous poden baixar el client 156 sense voler.
La xarxa de "prova" 157 existeix des de l'any 2005, per evitar la poca capacitat de cerca del client 156. La versió de prova v.157 12c es va publicar el novembre de 2007. Totes les versions recents tenen diversos errors que poden penjar o fer que el sistema deixi de cercar o descarregar.
El client SoulseekQT Public Build 1 es va llançar el 19/04/2011.
Per als clients més antics (156 i 157) no es va desenvolupar cap client oficial per a sistemes operatius que no fossin Windows, però en aquell moment existien una sèrie de clients de tercers no oficials. El desenvolupament de clients de tercers es va desaconsellar (però no es va prohibir), ja que els errors de codificació o l'elusió explícita de les regles de la xarxa en clients de tercers van tenir, de vegades, un impacte negatiu dràstic a la xarxa Soulseek.

### Clients alternatius
Nicotine+ és una bifurcació mantinguda activament del client de Nicotine ara desaparegut. Nicotine+ utilitza una interfície gràfica i funciona amb GNU/Linux, *BSD, Solaris, Windows i macOS. Actualment el manté un equip de voluntaris amb la seva font allotjada a GitHub. Utilitza Gtk+ 3, Python 3 i admet UPnP. Els paquets Stable i unstable estan disponibles per a Alpine Linux Edge, Arch Linux, Debian, Fedora, Gentoo, Manjaro, NixOS, OpenBSD, Parabola, Solus, T2 SDE i Void Linux. Nicotine+ també està disponible com a Flatpak, a partir de la versió 2.0.0 i Snap.
El desaparegut predecessor de Nicotine+, Nicotine, també funcionava en tots els sistemes basats en Unix, com ara Mac OS X i Microsoft Windows. Al seu torn, es basa en el projecte PySoulSeek original. És possible que encara estigui disponible a alguns distribuïdors de paquets en sistemes basats en Linux.
PySoulSeek era un client Soulseek escrit en Python que s'executava sota Linux/FreeBSD/Solaris i altres sistemes operatius basats en Unix. PySoulSeek funcionava amb Mac OS X però amb certa dificultat.
slskd i Museek+ són clients Soulseek que utilitzen un model client-servidor, encara que aquest últim ja no està en desenvolupament.
Seeker és un client Soulseek per a dispositius Android moderns. GoSeek era un client de Soulseek per a dispositius Android més antics (abans d'Android Nougat).
MewSeek era originalment iSlsk, un client Soulseek per a clients d'iPod Touch i iPhone amb versions jailbreak d'iOS. MewSeek ja no és compatible amb Soulseek.
Els clients per a Mac OS X incloïen Soulseex (ssX) i iSoul. iSoul es basava en un client anterior anomenat Solarseek.